# Dawid (biskup Al-Mansury)
Dawid (ur. 25 stycznia 1957) – duchowny Koptyjskiego Kościoła Ortodoksyjnego, od 2002 biskup Al-Mansury.

## Życiorys
3 lipca 1989 złożył śluby zakonne. Święcenia kapłańskie przyjął 26 września 1998. Sakrę biskupią otrzymał 14 listopada 2002.